# Walentin Falin
Walentin Falin, ros. Baлeнтин Mиxaйлoвич Фaлин (ur. 3 kwietnia 1926 w Leningradzie, zm. 22 lutego 2018 w Moskwie) – radziecki i rosyjski funkcjonariusz wywiadu, dyplomata, publicysta oraz wykładowca, w latach 1971–1978 ambasador ZSRR w RFN, współautor doktryny Falina-Kwicińskiego.

## Życiorys
Urodził się w rodzinie Michaiła Falina, działacza związkowego. W 1950 ukończył studia w Moskiewskim Państwowym Instytucie Stosunków Międzynarodowych (ros. MGIMO), po czym podjął pracę w Ministerstwie Spraw Zagranicznych ZSRR, m.in. w charakterze urzędnika Radzieckiej Komisji Kontroli w Niemczech (1950–1952) i analityka podległego w owym czasie MSZ Komitetu Informacji (1952–1958), następnie referenta Wydziału Informacji KC KPZR (1958–1959). W tymże roku powrócił do MSZ i m.in. powierzono mu funkcję zastępcy szefa departamentu (–1961), szefa departamentu III europejskiego (1961-), referenta spraw i wystąpień Nikity Chruszczowa (1961–1963), kier. grupy doradców ministra spraw zagranicznych Andrieja Gromyki (1964-1966), szefa departamentu II europejskiego (brytyjskiego) (1966–1968) i ponownie departamentu III europejskiego (niemieckiego) (1968–1971), oraz ambasadora ZSRR w RFN (1971–1978). Po powrocie do kraju był m.in. deputowanym do Rady Najwyższej ZSRR, I zastępcą szefa Wydziału Informacji KC KPZR (1978-1982), komentatorem politycznym dziennika „Izwiestija” (1983–1986), dyrektorem Agencji Prasowej „Nowosti” (1986–1988), pracownikiem naukowym Instytutu Stanów Zjednoczonych Ameryki i Kanady Akademii Nauk ZSRR (1985–) oraz kierownikiem Wydziału Międzynarodowego KC KPZR (1989–1991) w randze sekretarza KC KPZR (1990–1991).
W 1982 z uwagi na jego ocenę radzieckiej polityki w sprawie radzieckiej interwencji w Afganistanie oraz stosunków z Polską doszło do konfliktu z ówczesnym sekretarzem generalnym KPZR Jurijem Andropowem. W czerwcu 1986 na spotkaniu kierownictwa partii z szefami mediów nie wahał się powiedzieć prawdy nie tylko o Stalinie, ale także o ideologii i praktyce stalinizmu, co nie było dobrze widziane nawet w czasach Gorbaczowa.
Po 1991 osiedlił się w Niemczech, gdzie na zaproszenie Egona Bahra wykładał w Instytucie Polityki Bezpieczeństwa i Badań nad Pokojem (niem. Institut für Friedensforschung und Sicherheitspolitik) przy Uniwersytecie w Hamburgu. W 2000 powrócił do Rosji, podejmując pracę wykładowcy w MGIMO.
Opublikował wspomnienia zatytułowane Без скидок на обстоятельства. Политические воспоминания (Moskwa 1999, ISBN 5-250-02673-7).
Pochowany na Cmentarzu Trojekurowskim w Moskwie.

## Odznaczenia i nagrody
- Order Rewolucji Październikowej
- Order Czerwonego Sztandaru Pracy (trzykrotnie)
- Order Przyjaźni Narodów
- Nagroda Państwowa ZSRR

i medale.